# Euphumosia microtesselata
Euphumosia microtesselata är en tvåvingeart som beskrevs av Torgerson och James 1967. Euphumosia microtesselata ingår i släktet Euphumosia och familjen spyflugor. Inga underarter finns listade i Catalogue of Life.